# Boraston
Boraston est une paroisse civile et un village du Shropshire, en Angleterre.